# تعداد روزهای بی‌پایان ما
تعداد روزهای بی‌پایان ما (انگلیسی: Our Endless Numbered Days) عنوان رمان نخست کلیر فولر، رمان‌نویس اهل بریتانیا است. فولر در سال ۲۰۱۵ به خاطر نگارش این اثر ارزشمند، موفق به دریافت جایزهٔ دزموند الیوت گردید.